# Diyarbakırspor Kulübü
O Diyarbakırspor Kulübü (mais conhecido como Diyarbakırspor) é um clube profissional de futebol turco com sede em Diarbaquir, capital da província homônima, fundado em 24 de junho de 1968. Atualmente disputa as Ligas Regionais Amadoras.
Suas cores oficiais são o verde e o vermelho, embora também utilize ocasionalmente um uniforme alternativo de cor preta.
Desde 2018, manda seus jogos no Novo Estádio de Diarbaquir, com capacidade para receber até 33,000 espectadores. O moderno estádio substituiu o antigo Diyarbakır Atatürk Stadyumu, demolido em 2016, que tinha capacidade para receber até 12,963 espectadores.

## Títulos
- Segunda Divisão Turca (3): 1976–77, 1980–81 e 1985–86
- Terceira Divisão Turca (1): 1975–76

### Campanhas de Destaque
- Vice–Campeão da Segunda Divisão Turca (2): 2000–01 e 2008–09
- Copa da Turquia (Semifinais): 1981–82
- Copa da Turquia (Quartas–de–Final): 1978–79, 1980–81 e 2004–05